# Thomas H. Herndon
Thomas Hord Herndon (* 1. Juli 1828 in Erie, Greene County, Alabama; † 28. März 1883 in Mobile, Alabama) war ein US-amerikanischer Rechtsanwalt und Politiker (Demokratische Partei).

## Werdegang
Thomas Hord Herndon besuchte eine Privatschule. Er graduierte 1847 an der University of Alabama in Tuscaloosa. Dann besuchte er 1848 die juristische Fakultät an der Harvard University. Seine Zulassung als Anwalt bekam er 1849 und fing dann in Eutaw (Alabama) an zu praktizieren. Er zog 1853 nach Mobile (Alabama), wo er weiter als Anwalt tätig war.
Herndon verfolgte ebenfalls eine politische Laufbahn. Er war 1850 Redakteur für die Demokraten in Eutaw. Dann war er in den Jahren 1857 und 1858 Mitglied im Repräsentantenhaus von Alabama. Danach war er in den Jahren 1858 und 1859 Kurator an der University of Alabama. Herndon zog 1859 wieder nach Greene County. Er nahm 1861 an der State Secession Convention teil.
Nach Ausbruch des Amerikanischen Bürgerkrieges trat er in die Konföderiertenarmee ein. Dort wurde er mehrere Male befördert und bekleidete zuletzt den Dienstgrad eines Colonels im 36. Regiment, Alabama Infanterie. Während seiner Dienstzeit wurde er zweimal verwundet. Nach dem Krieg zog er wieder nach Mobile, wo er erneut seine Tätigkeit als Anwalt aufnahm.
Herndon kandidierte 1872 erfolglos um das Amt des Gouverneurs von Alabama. Er nahm dann am 6. September 1875 an der verfassungsgebenden Versammlung von Alabama teil. Dann war er in den Jahren 1876 und 1877 wieder im Repräsentantenhaus vom Alabama tätig. Herndon wurde in den 46. US-Kongress gewählt und in die zwei nachfolgenden US-Kongresse wiedergewählt. Er war im US-Repräsentantenhaus vom 4. März 1879 bis zu seinem Tod 1883 in Mobile (Alabama) tätig, bevor der 48. US-Kongress zusammenkommen konnte. Herndon wurde auf dem Magnolia Cemetery beigesetzt.